# Скривен, Маргарет
Маргарет (Пегги) Крофт Скривен (англ. Margaret 'Peggy' Croft Scriven, в замужестве Вивиан, англ. Vivian; 18 августа 1912, Лидс — 25 января 2001, Хейзлмир, Суррей) — британская теннисистка и теннисный тренер. Четырёхкратная чемпионка Франции в одиночном, женском и смешанном парном разряде, пятая ракетка мира в 1934 году. Член Международного зала теннисной славы с 2016 года.

## Биография
Пегги Скривен родилась в Лидсе и получила домашнее образование. Её родители увлекались теннисом, и сама Пегги тоже рано начала играть, освоив игру также без помощи профессиональных тренеров (позже с ней занимался Дэн Маскелл). Игру Пегги отличали сильные удары с задней линии, психическая устойчивость и упорство, с которым она оборонялась в трудные моменты — качества, особенно важные при игре на грунтовых кортах, но успешно послужившие ей и на быстрых искусственных покрытиях.
В 1929 году Скривен выиграла Всеанглийский чемпионат среди девушек, а в 1931 году, в 18 лет, достигла четвертьфинала на Уимблдоне, где уступила француженке Симоне Матьё. В 1932 году она стала чемпионкой Великобритании на крытых кортах, выиграв турнир в Queen’s Club, и за следующие шесть лет пять раз подтверждала это звание, также выиграв турнир женских пар в 1933 году и микст в 1934 и 1935 годах.
Весной 1933 года Скривен дошла до полуфинала на представительном грунтовом турнире в Монте-Карло, обыграв экс-чемпионку Франции и Уимблдона Цилли Ауссем, но уступив посеянной под первым номером Матьё. Несмотря на это, британская Ассоциация лаун-тенниса не согласилась спонсировать её участие в проходившем через два месяца чемпионате Франции, и в Париж Скривен поехала за свой счёт. Там английская теннисистка, не включённая в число посеянных участниц, дошла до финала, где в трёх сетах обыграла Матьё. Это была единственная победа несеяной[прояснить] участницы в одиночном разряде в истории данного турнира (у мужчин это случалось четырежды), первая победа теннисистки-левши и первая победа британки в чемпионате Франции в одиночном разряде (в дальнейшем этот успех повторили ещё пять британских теннисисток). Скривен также завоевала чемпионское звание в миксте, победив с австралийцем Джеком Кроуфордом британскую пару Бетти Натхолл-Фред Перри.
Через год Скривен успешно защитила свой титул чемпионки Франции в одиночном разряде, обыграв в финале американку Хелен Джейкобс. По правилам турнира мужской и женский финалы проводились в один день, и поскольку мужской финал затянулся, Скривен и Джейкобс вышли на корт только в седьмом часу вечера. По ходу второго сета Джейкобс дважды обращалась к судье с жалобами на наступающую темноту, однако несмотря на это матч был продолжен, и Скривен уверенно победила в третьем, решающем, сете, став единственной в истории британской теннисисткой, дважды подряд выигравшей турнир Большого шлема в одиночном разряде не на Уимблдоне. Год спустя она завоевала на чемпионате Франции свой четвёртый титул, на этот раз в женском парном разряде, в одиночном турнире проиграв Матьё в полуфинале.
На травяных газонах Уимблдонского турнира Скривен не удавалось добиться таких успехов, как на грунте Парижа или деревянном настиле Queen’s Club. Её лучшим успехом в одиночном разряде был выход в четвертьфинал (который после 1931 года она повторила ещё трижды), а в женских парах она в 1934 году добралась до полуфинала с олимпийской чемпионкой 1920 года Кэтлин Маккейн-Годфри. Из-за неудачной игры на Уимблдоне она долгое время не попадала в состав сборной Великобритании в ежегодном Кубке Уайтмен — матче против команды США. В итоге Скривен сыграла за сборную трижды — в 1933, 1934 и 1938 годах.
По итогам 1933 года Скривен была признана второй теннисисткой Великобритании, а в ежегодном рейтинге сильнейших теннисисток мира, составляемом газетой Daily Telegraph, занимала пятую строчку в этом и следующем годах. В 1938 году она была названа лучшей теннисисткой года в Великобритании.
В 1940 году Маргарет Скривен вышла замуж за офицера Королевских ВВС Великобритании Харви Вивиана (в мирное время директора Клифтонской школы-интерната), но всего через неделю после свадьбы он был сбит над Европой и провёл в плену всё оставшееся время до конца войны. В послевоенные годы супруги проживали в Западном Суссексе, где Маргарет Вивиан, завершив выступления, преподавала теннис в окрестных школах. Она скончалась в 2001 году, а в 2016 году её имя было посмертно включено в списки Международного зала теннисной славы

## Финалы турниров Большого шлема за карьеру

### Одиночный разряд (2-0)
| Результат | Год  | Турнир                | Соперница в финале | Счёт в финале |
| --------- | ---- | --------------------- | ------------------ | ------------- |
| Победа    | 1933 | Чемпионат Франции     | Симона Матьё       | 6-2, 4-6, 6-4 |
| Победа    | 1934 | Чемпионат Франции (2) | Хелен Джейкобс     | 7-5, 4-6, 6-1 |

### Женский парный разряд (1-0)
| Результат | Год  | Турнир            | Партнёрша    | Соперницы в финале                     | Счёт в финале |
| --------- | ---- | ----------------- | ------------ | -------------------------------------- | ------------- |
| Победа    | 1935 | Чемпионат Франции | Кей Стаммерс | Ида Адамофф Хильда Кравинкель-Сперлинг | 6-4, 6-0      |

### Смешанный парный разряд (1-0)
| Результат | Год  | Турнир            | Партнёр       | Соперники в финале       | Счёт в финале |
| --------- | ---- | ----------------- | ------------- | ------------------------ | ------------- |
| Победа    | 1933 | Чемпионат Франции | Джек Кроуфорд | Бетти Натхолл Фред Перри | 6-2, 6-3      |